# Île Larégnère
L’île Larégnère est un îlot de Nouvelle-Calédonie appartenant administrativement à Nouméa.

## Géographie
Située à environ 13 km (ou à environ 40 min de bateau) au sud-ouest de Nouméa, il y a deux petits bâtiments sur l'île. Composée de grandes plages de sable fin, elle est entourée par un important lagon et de remarquables fonds coralliens.

## Faune et flore
Environ 130 espèces de poissons peuplent son lagon. Sur l'île peuvent être observées des sternes à nuque noire (Sterna sumatrana) et des puffins du Pacifique (Puffinus pacificus). Le site est protégé sur 649 hectares depuis 1989.